# Lucky (singel Radiohead)
Lucky– utwór angielskiego zespołu Radiohead, wydany po raz pierwszy w The Help Album na rzecz akcji charytatywnej organizacji War Child w 1995. Grupa umieściła piosenkę w ich trzecim albumie studyjnym OK Computer (1997) i wydała ją jako singiel we Francji 26 grudnia 1997.

## Historia
W 1995 roku Radiohead wyruszyło w trasę koncertową promującą ich drugi album The Bends. Podczas prób dźwiękowych przed występami na trasie koncertowej w Japonii, Ed O’Brien wydobył nietypowo wysoki akord ze swojej gitary, co skłoniło zespół do rozwinięcia wokół tego dźwięku nowego utworu pt. „Lucky”.

Mniej więcej w tym samym czasie Brian Eno złożył Radiohead propozycję dodania piosenki do The Help Album w ramach pomocy dla dzieci dotkniętych wojną w Bośni i Hercegowinie. Miała ona zostać nagrana 4 września 1995 i wydana w ciągu tego samego tygodnia. Zgodnie z oczekiwaniami, członkowie Radiohead wraz z ich inżynierem dźwięku Nigelem Godrichem nagrali ją w ciągu 5 godzin. Godrich odwołał się później do całości sesji, mówiąc: 

„Tego typu rzeczy inspirują najbardziej, kiedy robisz je naprawdę szybko i nie masz nic do stracenia. Po skończeniu byliśmy niemal w euforii”.

Utwór został później dołączony do albumu OK Computer jako jedenasty w kolejności za zgodą wytwórni Go! Discs. Wokalista Thom Yorke stwierdził, że „Lucky” ukształtowało brzmienie i nastrój panujący w albumie. Pierwotnie „Lucky” miało zostać wydane jako singiel z albumu, ale z powodu okoliczności niezależnych od zespołu został fizycznie wydany jako singiel dopiero we Francji 26 grudnia 1997.
Przez swoje charakterystyczne efekty dźwiękowe utwór był porównywany brzmieniem do zespołu Pink Floyd.

## Tekst
Słowa piosenki zostały zainspirowane konfliktem w Bośni i Hercegowinie. Opowiadają o mężczyźnie, który przeżył katastrofę lotniczą; ma to bezpośredni związek ze strachem Thoma Yorka przed podróżowanem na długie dystanse.

## Lista utworów
Singel CD (Francja)
1. „Lucky” – 3:59
2. „Meeting in the Aisle” – 3:08
3. „Climbing Up the Walls” (Fila Brazillia Mix) – 6:24